# Łupawa (Pommeren)
Łupawa is een dorp in de Poolse woiwodschap Pommeren. De plaats maakt deel uit van de gemeente Potęgowo en telt 730 inwoners.